# Utter Madness
Utter Madness è un album discografico di raccolta del gruppo musicale ska/pop britannico Madness, pubblicato nel 1986.

## Tracce
1. Our House
2. Driving in My Car
3. Michael Caine
4. Wings of a Dove
5. Yesterday's Men
6. Tomorrow's (Just Another Day)
7. I'll Compete
8. (Waiting For) The Ghost Train
9. Uncle Sam
10. The Sun and the Rain
11. Sweetest Girl
12. One Better Day
13. Victoria Gardens
14. Seven Year Scratch

## Formazione
- Graham McPherson (Suggs) – voce
- Mike Barson - tastiere
- Cathal Smyth (Chas Smash) – cori, voce
- Chris Foreman – chitarra
- Lee Thompson – sassofono
- Daniel Woodgate (Woody) - batteria
- Mark Bedford (Bedders) - basso